# داغمارا دومنزيك
داغمارا دومنزيك (بالبولندية: Dagmara Domińczyk) وهي ممثلة بولندية أمريكية ولدت في يوم 17 يوليو 1976 في مدينة كيلسي في بولندا وهي زوجة الممثل والمغني باتريك ويلسون من أبرز الأفلام التي مثلتها هو فلم كونت مونتي كريستو مع جيمس كافيزل وفيلم روكستار في 2001، وفيلم ايب مع نواه شناب في 2019.

## روابط خارجية
- داغمارا دومنزيك على موقع IMDb (الإنجليزية)
- داغمارا دومنزيك على موقع روتن توميتوز (الإنجليزية)
- داغمارا دومنزيك على موقع ألو سيني (الفرنسية)
- داغمارا دومنزيك على موقع ميوزك برينز (الإنجليزية)
- داغمارا دومنزيك على موقع أول موفي (الإنجليزية)
- داغمارا دومنزيك على موقع قاعدة بيانات برودواي على الإنترنت (الإنجليزية)
- داغمارا دومنزيك على موقع قاعدة بيانات الأفلام السويدية (السويدية)
- داغمارا دومنزيك على موقع قاعدة بيانات الفيلم (الإنجليزية)
- داغمارا دومنزيك على موقع كينوبويسك (الروسية)